# Funções implícitas e explícitas
Na matemática, usam-se os termos função implícita e função explícita para designar funções definidas por expressões matemáticas sendo que:
- nas funções explícitas a fórmula é dada como f(x) = φ(x), em que φ é uma expressão em x, ou seja, utiliza apenas constantes, funções anteriormente definidas e a variável x[2].
- nas funções implícitas a fórmula é dada como Φ(f, x) = 0, em que Φ é uma expressão em f e x, ou seja, utiliza apenas constantes, funções anteriormente definidas e as variáveis f e x. Esta fórmula é interpretada como f = f(x)[2].

Em uma função explícita é fornecida uma prescrição para a determinação do valor de saída da função y em termos do valor de entrada x:
y = f(x).
Em contraste, a função é implícita se o valor de y é obtido de x por resolver-se uma equação da forma:
R(x,y) = 0.
Ou seja, ela é definida como o conjunto de nível de uma função em duas variáveis: uma variável ou o outro pode determinar a outra, mas não é dada uma fórmula explícita para um em termos do outro.
Funções implícitas podem frequentemente ser úteis em situações onde seja conveniente resolver explicitamente uma equação da forma R(x,y) = 0 para y em termos de x. Mesmo que seja possível reorganizar a equação para obter y como uma função explícita f(x), pode não ser desejável fazê-lo desde a expressão de f que pode ser muito mais complicado que a expressão de R. Em outras situações, a equação R(x,y) = 0 pode falhar em definir uma função em todos, e sim definir um tipo de função multivalorada. No entanto, em muitas situações, ainda é possível trabalhar com funções implícitas. Algumas técnicas de cálculo, tais como diferenciação, pode ser realizada com relativa facilidade usando diferenciação implícita.
O teorema da função implícita fornece uma ligação entre funções implícitas e explícitas. Ele estabelece que se a equação R(x, y) = 0 satisfaz algumas condições brandas sobre suas derivadas parciais, então pode-se, em princípio, resolver esta equação para y, pelo menos durante alguns pequenos intervalo.  Geometricamente, o gráfico definida por R(x,y) = 0 irá sobrepor-se localmente com o gráfico de uma função y = f(x).
Existem vários métodos numéricos para resolver-se a equação R(x,y)=0 para encontrar uma aproximação para a função implícita y.  Muitos destes métodos são iterativos em que eles produzem-se melhores aproximações sucessivas, de modo que uma precisão requerida pode ser alcançada. Muitos destes métodos iterativos são baseados em alguma forma do método de Newton.

## Funções implícitas
No cálculo, a diferenciação implícita é um meio de derivar equações implícitas, ou seja, funções onde y não está definido como função explícita de x, por exemplo: {\displaystyle y^{2}+x^{2}=1}. Equações onde não temos de um modo explicito uma relação entre as duas variáveis pela qual possamos escrever {\displaystyle y=f(x)}
Uma função explícita é aquela que podemos escrever por exemplo: {\displaystyle f(x)=x^{2}+2x+3} onde {\displaystyle f(x)=y}. 
Já a função implícita é aquela onde temos por exemplo:

{\displaystyle y^{2}+x^{2}=1}

No caso essa equação não está em termos de x, nem de y. Mas ao resolver em termos de y obtemos:

{\displaystyle y^{2}=1-x^{2}}

{\displaystyle y=\pm {\sqrt {1-x^{2}}}}

Ou seja, {\displaystyle y^{2}+x^{2}=1} é uma forma implícita de definirmos tanto a função {\displaystyle y={\sqrt {1-x^{2}}}} como a função {\displaystyle y=-{\sqrt {1-x^{2}}}}. Muitas vezes, não é sequer possível obter uma forma explícita de {\displaystyle y} em relação a {\displaystyle x}, como no caso da equação {\displaystyle x^{3}+y^{3}=6xy}.

## Diferenciação implícita
Quando temos uma função implícita e precisamos derivá-la, o que devemos fazer? Devemos derivar tudo em relação à variável dependente. Isso significa que, se quisermos derivar {\displaystyle y^{2}+x^{2}=1} em relação a {\displaystyle x}, faremos as derivadas levando em conta a variável dependente como {\displaystyle x}. Já se quisermos derivar em relação a {\displaystyle y}, tomaremos a variável dependente como sendo {\displaystyle y}.

Exemplo:

Derivemos a função em relação a x.

{\displaystyle y^{2}+x^{2}=1}

{\displaystyle {\frac {d}{dx}}y^{2}+{\frac {d}{dx}}x^{2}={\frac {d}{dx}}1}

Ao derivarmos {\displaystyle y^{2}} temos de ter o cuidado de que nosso {\displaystyle y} é a função em si, ou seja, ele é a variável que representa toda a função. Temos então de usar a Regra da cadeia nele.

{\displaystyle 2y{\frac {dy}{dx}}+{\frac {d}{dx}}x^{2}={\frac {d}{dx}}1}

Deriva-se o restante normalmente

{\displaystyle 2y{\frac {dy}{dx}}+2x=0}

Isolamos o quociente de diferenciais que representa a derivada

{\displaystyle {\frac {dy}{dx}}=-{\frac {2x}{2y}}}

Simplificamos e obtemos finalmente a derivada.

{\displaystyle {\frac {dy}{dx}}=-{\frac {x}{y}}}

A ideia ao realizarmos a diferenciação implícita é justamente derivarmos sempre em relação à variável independente e, ao nos depararmos com a variável dependente, trabalharmos a mesma com a regra da cadeia, já que ela representa uma função, isto é, ao derivarmos {\displaystyle x^{2}} estamos derivando simplesmente o quadrado da variável dependente, mas ao derivarmos {\displaystyle y^{2}}, estamos derivando a função contida nessa variável, a função que a variável representa, ou seja, {\displaystyle \pm {\sqrt {1-x^{2}}}}.

Isolar {\displaystyle y} nem sempre é uma tarefa fácil. Por isso, recorremos à diferenciação implícita. Ao derivarmos esse {\displaystyle y}, estamos justamente aplicando a regra da cadeia, ou seja:

{\displaystyle {\frac {d}{dx}}y^{n}=ny^{n-1}{\frac {dy}{dx}}}

## Exemplos

### Funções inversas
Funções implícitas normalmente surgem como um meio de descrever  a noção de uma função inversa. Se f é uma função, então a função inversa de f é uma solução da equação
{\displaystyle x=f(y)\implies y=f^{-1}(x)}
para y em termos de x. Intuitivamente, uma função inversa é obtida de f por intercambiar-se os papeis das variáveis dependente e independente. Dito de outra forma, a função inversa é a solução y da equação
{\displaystyle R(x,y)=x-f(y)=0.}
Exemplos.
1. O logaritmo natural y = ln(x) é a solução da equação x − ey = 0.
2. O log-produto é uma função implícita dada por x − y ey = 0.

### Funções algébricas
Uma função algébrica é uma solução y para uma equação R(x,y) = 0 onde R é um polinômio de duas variáveis. Funções algébricas desempenham um importante papel em análise matemática e geometria algébrica. Um exemplo simples de uma função algébrica é dada pelo círculo unitário:
{\displaystyle \ x^{2}+y^{2}-1=0}
Resolvendo para y tem-se
{\displaystyle \ y=\pm {\sqrt {1-x^{2}}}}
Note-se que há dois "ramos" para a função implícita: um onde o sinal é positivo e o outro onde ela é negativa. Ambos os ramos são considerados como pertencentes à função implícita. Deste modo, funções implícitas podem ser de múltiplos valores.